# 扎普西爾利亞 (克列緬丘格區)
49°12′34″N 33°34′43″E / 49.20944°N 33.57861°E
扎普西爾利亞（烏克蘭語：Запсілля），是烏克蘭的村落，位於該國中部波爾塔瓦州，由克列緬丘格區負責管轄，處於普肖爾河左岸，分別距離克拉馬倫基1.5公里和約西皮夫卡3公里，海拔高度71米，2001年人口587。